# Néstor Almendros
Néstor Almendros Cuyás (30 de outubro de 1930 - 4 de março de 1992) foi um diretor de fotografia de cinema espanhol.
Aos 18 anos de idade mudou-se para Cuba, para acompanhar seu pai, um exilado antiFranco. Em Havana, ele fundou um cineclube e escrevia para revistas de cinema. A seguir, foi para Roma, onde estudou no Centro Sperimentale di Cinematografia. De volta à Havana, dirigiu seis curta-metragens, e mais dois em Nova Iorque.
Após a Revolução Cubana de 1959, fez diversos documentários pró-Fidel Castro, mas acabou banido e transferiu-se para Paris. Lá tornou-se o cinegrafista favorito de Eric Rohmer e François Truffaut. Em 1978, iniciou sua impressionante carreira em Hollywood.
Entre os inúmeros prêmios e homenagens que recebeu em sua carreira, destacam-se as quatro indicações ao Oscar, na categoria de melhor fotografia: em 1979, por Days of Heaven (1978), em 1980, por Kramer vs. Kramer (1979), em 1981, por The Blue Lagoon (1980), e em 1983, por Sophie's Choice (1982), tendo vencido em 1979. Em 1981 recebeu o Prêmio César pela fotografia do filme Le dernier métro (1980), dirigido por François Truffaut.
Em seus últimos anos de vida, codirigiu dois documentários sobre a situação dos direitos humanos em Cuba: Mauvaise conduite (1984) (sobre a perseguição aos gays) e Nadie escuchaba (1987). Fotografou diversos comerciais para Giorgio Armani e Calvin Klein.
Foi membro do júri do Festival de Cannes em 1985 e do Festival de Veneza em 1989.
Néstor Almendros morreu aos 61 anos de idade, em consequência de complicações de saúde decorrentes de AIDS.